# Jigsaw (film 1949)
Jigsaw – amerykański film kryminalny z 1949 roku w reżyserii Fletchera Markle. W rolach głównych wystąpili Franchot Tone, Jean Wallace i Marc Lawrence, pojawiają się tu gościnnie m.in. Henry Fonda, Marlene Dietrich i John Garfield. Film znany był także pod tytułem Gun Moll.

## Obsada
- Franchot Tone – Howard Malloy
- Jean Wallace – Barbara Whitfield
- Marc Lawrence – Angelo Agostini
- Myron McCormick – Charles Riggs
- Winifrid Lenihan - pani Hartley
- Betty Harper - Caroline Riggs
- Robert Gist – Tommy Quigley
- Hester Sondergaard – pani Borg
- Luella Gear – właścicielka sklepu zoologicznego